# Agroecology and Sustainable Food Systems
Agroecology and Sustainable Food Systems is een aan collegiale toetsing onderworpen wetenschappelijk tijdschrift op het gebied van de landbouwkunde. De naam wordt in literatuurverwijzingen meestal afgekort tot Agroecol. Sustain. Food Syst. Van 1990 tot 2012 was de titel Journal of Sustainable Agriculture.